# NWFL National League 2023
La NWFL National League 2023 è l'11ª edizione del campionato di football americano femminile di primo livello, organizzato dalla BAFA.

## Squadre partecipanti
| Club                    | Città        | Stadio | Sponsor ufficiale | Risultato nella stagione 2022 |
| ----------------------- | ------------ | ------ | ----------------- | ----------------------------- |
| Birmingham Lions        | Birmingham   |        |                   |                               |
| Edinburgh Wolves        | Edimburgo    |        |                   |                               |
| Leeds Carnegie Chargers | Leeds        |        |                   |                               |
| London Warriors         | Londra       |        |                   |                               |
| Peterborough Royals     | Peterborough |        |                   |                               |

## Stagione regolare

### Calendario

#### 1ª giornata
| Birmingham 22 aprile 2023, ore 13:00 | Birmingham Lions | 26 – 60 | London Warriors | Avery Fields |

| Bretton 22 aprile 2023, ore 14:00 | Peterborough Royals | 14 – 20 | Leeds Carnegie Chargers | Peterborough Lions Rugby Club |

#### 2ª giornata
| Edimburgo 13 maggio 2023, ore 14:00 | Edinburgh Wolves | 34 – 20 | Peterborough Royals | Peffermill Playing Fields |

| Londra 13 maggio 2023, ore 14:00 | London Warriors | 76 – 32 | Leeds Carnegie Chargers | University of Greenwich Southwood Site |

#### 3ª giornata
| Horsforth 10 giugno 2023, ore 14:00 | Edinburgh Wolves | 12 – 42 | London Warriors | Yarnbury RFC |

| Horsforth 10 giugno 2023, ore 14:00 | Leeds Carnegie Chargers | 72 – 82 | Birmingham Lions | Yarnbury RFC |

#### 4ª giornata
| Birmingham 24 giugno 2023, ore 14:00 | Birmingham Lions | – | Edinburgh Wolves | Avery Fields |

| Londra 24 giugno 2023, ore 14:00 | London Warriors | – | Peterborough Royals | University of Greenwich Southwood Site |

#### 5ª giornata
| Horsforth 22 luglio 2023, ore 14:00 | Leeds Carnegie Chargers | – | Edinburgh Wolves | Yarnbury RFC |

| Bretton 22 luglio 2023, ore 14:00 | Peterborough Royals | – | Birmingham Lions | Peterborough Lions Rugby Club |

### Classifiche
La classifica della regular season è la seguente.
- PCT = percentuale di vittorie, G = partite giocate, V = partite vinte,  P = partite perse, PF = punti fatti, PS = punti subiti

| Pos. | Squadra                 | PCT   | G | V | N | P | PF  | PS  |
| ---- | ----------------------- | ----- | - | - | - | - | --- | --- |
| 1    | London Warriors         | 1.000 | 3 | 3 | 0 | 0 | 178 | 70  |
| 2    | Leeds Carnegie Chargers | .667  | 3 | 2 | 0 | 1 | 124 | 172 |
| 3    | Edinburgh Wolves        | .500  | 2 | 1 | 0 | 1 | 46  | 62  |
| 4    | Birmingham Lions        | .500  | 2 | 1 | 0 | 1 | 108 | 132 |
| 5    | Peterborough Royals     | .000  | 2 | 0 | 0 | 2 | 34  | 54  |

## Playoff

### Tabellone
|  | Semifinali | Semifinali | Semifinali |  |  | XI Championship Final | XI Championship Final | XI Championship Final |  |
|  |            |            |            |  |  |                       |                       |                       |  |
|  | TBD        |            |            |  |  |                       |                       |                       |  |
|  |            |            |            |  |  |                       |                       |                       |  |
|  | TBD        |            |            |  |  |                       |                       |                       |  |
|  |            | TBD        |            |  |  |                       |                       |                       |  |
|  |            |            |            |  |  |                       |                       |                       |  |
|  |            |            | TBD        |  |  |                       |                       |                       |  |
|  | TBD        |            |            |  |  |                       |                       |                       |  |
|  |            |            |            |  |  |                       |                       |                       |  |
|  | TBD        |            |            |  |  |                       |                       |                       |  |

### Semifinali
| 2023 | TBD | – | TBD |  |

| 2023 | TBD | – | TBD |  |

### XI Championship Final
| 2023 | TBD | – | TBD |  |